# Église protestante en Hesse et Nassau
L’Église protestante en Hesse et Nassau (allemand : Evangelische Kirche in Hessen und Nassau, EKHN) est une église protestante présente dans les Länder allemands de Hesse et de Rhénanie-Palatinat. Il n’y a pas d’évêque et donc pas de cathédrale. L’une de ses principales églises est l’église Sainte-Catherine (Katharinenkirche) de Francfort-sur-le-Main. Elle est membre de l’Église protestante en Allemagne (EKD). 
En tant qu’église unie (luthéro-réformée), elle associe les traditions calviniste et luthérienne et elle est membre de l’Alliance réformée allemande. L’EKHN compte 1 483 767 membres et 1 184 paroisses (en décembre 2019). Son territoire comprend les territoires de l’ancien État de Hesse et de l’ancien territoire prussien de Wiesbaden, qui forment désormais le sud et l’ouest de l’État allemand de Hesse et une partie de l’État allemand de Rhénanie-Palatinat (Hesse Rhénane). C’est la plus importante dénomination protestante dans cette région. L’église est également membre de la Communauté des Églises Protestantes en Europe.

## Gouvernance et administration

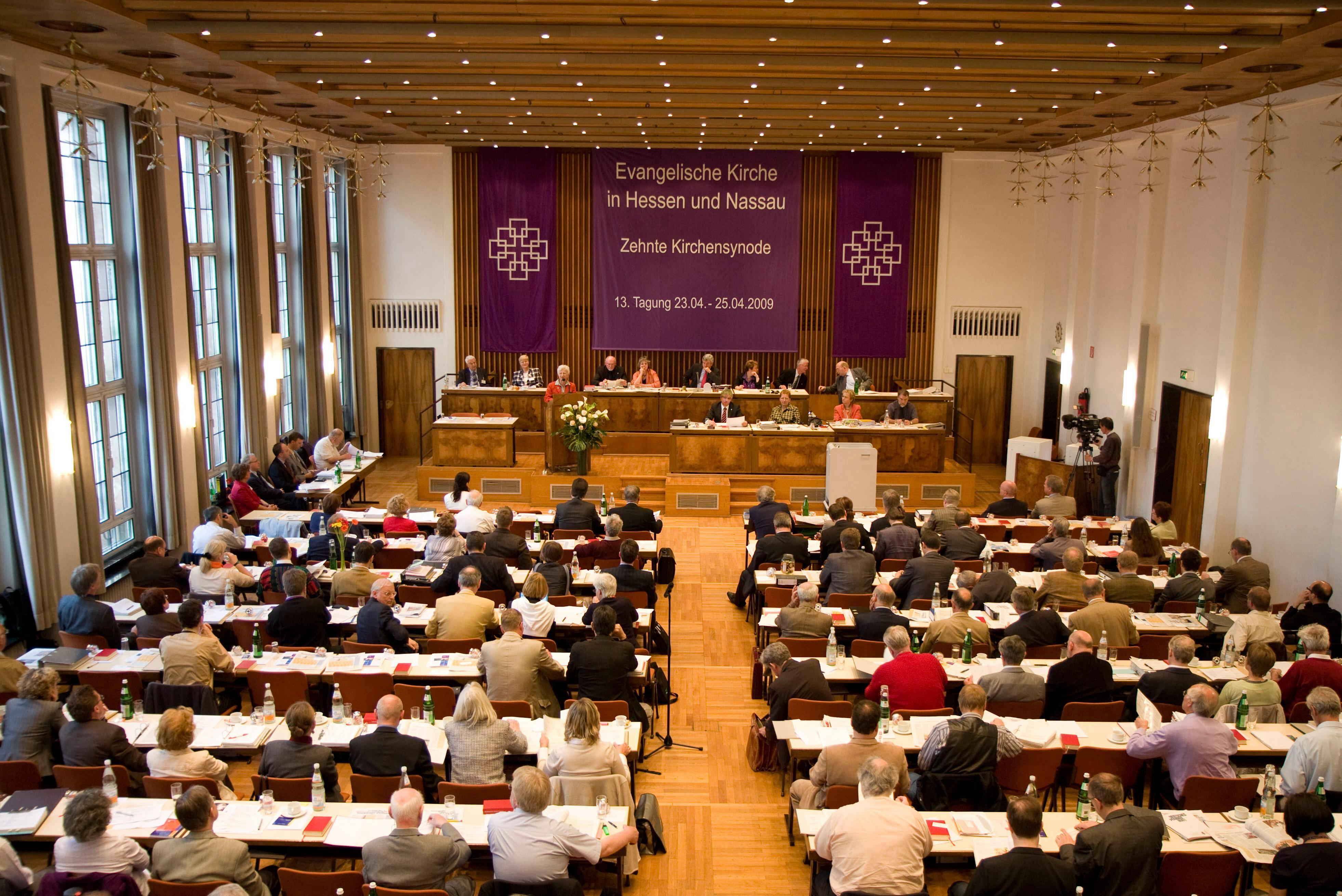
Le synode général (2009)

Les institutions de la EKHN sont le Synode général de l’Église, les dirigeants de l’église et le président de l’église, qui est élu par le Synode général pour un mandat de huit ans. Martin Niemöller fut le président de l’EKHN de 1947 à 1964. Depuis 2009, le président de l’EKHN est Volker Jung.

## Histoire
Datant de l’union luthéro-réformée dans le Duché de Nassau en août 1817, avant même l’union en Prusse en septembre 1817, l’Église protestante en Hesse et Nassau a été la première église unie en Allemagne et dans le monde. 
L’Église protestante de Hesse et Nassau a été fondée en 1946 et en 1947 grâce à la fusion de trois églises jusque-là indépendante : l’Église protestante de Hesse, l’Église protestante de Nassau et l’Église protestante de Francfort.

## Académie
L’Église dispose d’un séminaire (dit « académie protestante ») situé à Arnoldshain, qui a été déplacé à Francfort en 2013.